# John Hervey, 2. Baron Hervey

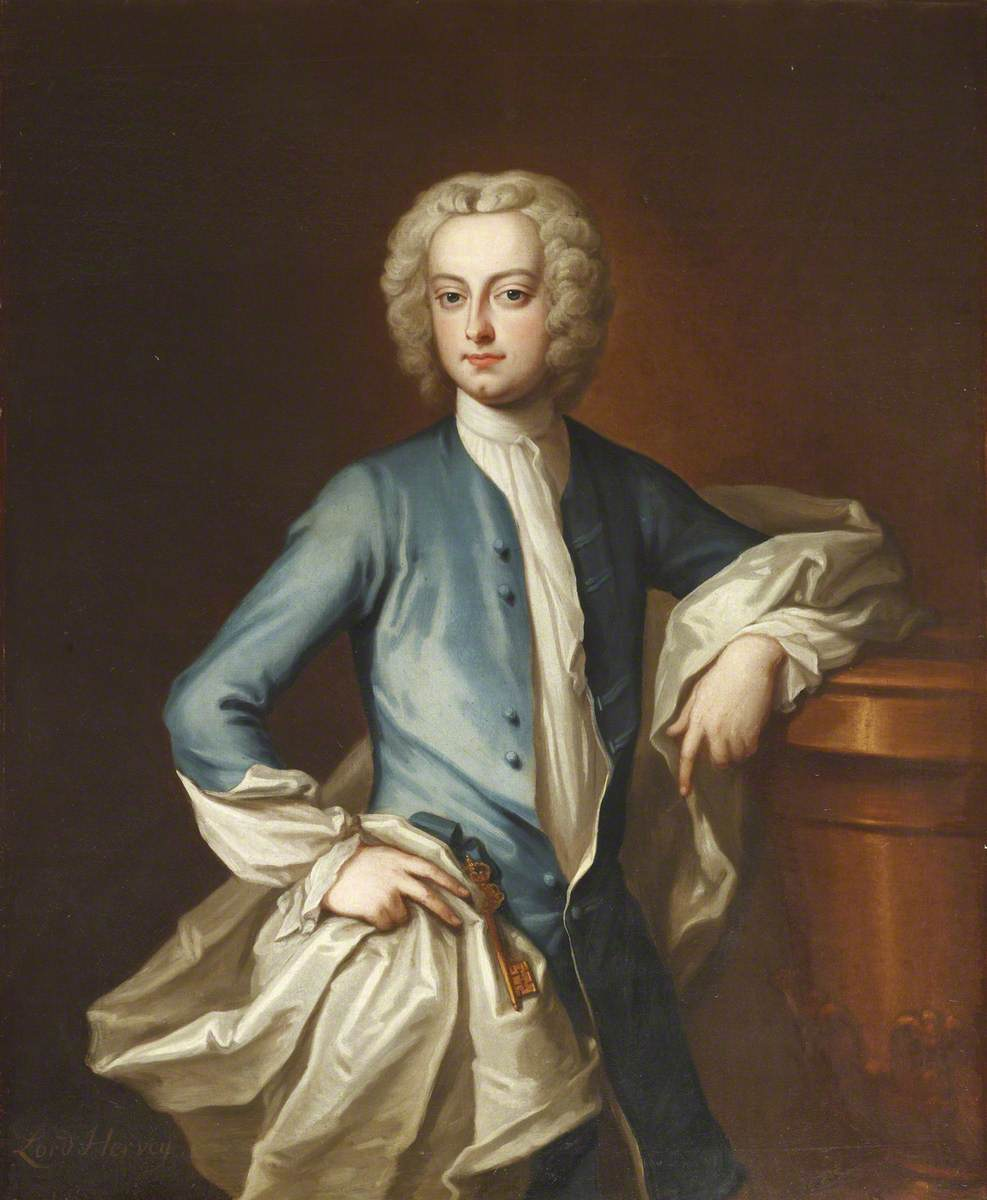
John Hervey, 2. Baron Hervey

John Hervey, 2. Baron Hervey (* 15. Oktober 1696; † 5. August 1743) war ein britischer Peer und Politiker.

## Leben
Er war der älteste überlebende Sohn des John Hervey, 1. Earl of Bristol, aus dessen zweiter Ehe mit Elizabeth Felton, Tochter des Sir Thomas Felton, 4. Baronet. Als Heir apparent seines Vaters führte er ab 1723 den Höflichkeitstitel Lord Hervey. Von 1713 bis 1715 studierte er am Clare Hall-College der Universität Cambridge.
Von 1725 bis 1733 war er als Whig-Abgeordneter für das Borough Bury St Edmunds in Suffolk Mitglied des britischen House of Commons. 1730 wurde er ins britische Privy Council aufgenommen und von 1730 bis 1740 hatte er das Hofamt des Vice-Chamberlain of the Household inne. Am 11. Juni 1733 wurde er durch Writ of Acceleration ins House of Lords berufen, erbte dadurch vorzeitig den nachgeordneten Titel seines Vaters als 2. Baron Hervey und schied aus dem House of Commons aus. Von 1740 bis 1742 hatte er das Staatsamt des Lord Privy Seal inne und 1741 wurde er zum Lord Justice of the Realm ernannt.
Am 29. Oktober 1720 heiratete er Mary Lepell (1700–1768), Lady of the Bedchamber für Königin Caroline, Tochter des Brigadier-General Nicholas Lepell. Mit ihr hatte er acht Kinder:
- George William Hervey, 2. Earl of Bristol (1721–1775), Lord Lieutenant of Ireland;
- Lady Lepell Hervey (1723–1780), ⚭ 1743 Constantine Phipps, 1. Baron Mulgrave;
- Augustus John Hervey, 3. Earl of Bristol (1724–1779), Vizeadmiral der Royal Navy;
- Frederick Augustus Hervey, 4. Earl of Bristol (1730–1803), anglikanischer Bischof von Cloyne und Derry;
- Lady Mary Hervey (um 1726–1815), ⚭ 1745 George Fitzgerald, of Turlough;
- Hon. William Hervey (1732–1780), General der British Army;
- Lady Amelia Caroline Nassau Hervey († unverheiratet);
- Lady Caroline Hervey († unverheiratet).

Da er vor seinem Vater starb, fiel dessen Earlstitel 1751 direkt an seinen ältesten Sohn George, der bei seinem Tod, 1743, bereits seinen Baronstitel geerbt hatte.